# Vida Blue
Vida Rochelle Blue (Mansfield, 28 luglio 1949 – Tracy, 6 maggio 2023) è stato un giocatore di baseball statunitense.
Blue è stato il primo giocatore a essere schierato durante l'MLB All-Star Game come partente per entrambe le squadre, per l'American League nel 1971 e per la National League nel 1978. Questo obiettivo venne replicato più avanti da soli quattro giocatori: Roger Clemens, Randy Johnson, Roy Halladay e Max Scherzer. È inoltre il più giovane giocatore ad essere stato premiato come MVP nella storia della MLB.

## Biografia
Blue è nato e cresciuto a Mansfield nella parrocchia di De Soto in Louisiana. Primo genito di cinque figli, il padre lavorava presso una fonderia di ferro.

## Carriera

### Inizi e Minor League (MiLB)

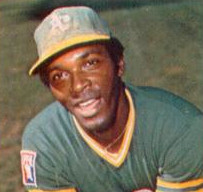
Blue con gli Athletics nel 1977 circa

Frequentò la DeSoto High School nella sua città natale, dove giocò per la squadra di baseball e come quarterback della squadra di football americano. Ricevette numerose offerte per giocatore a football a livello universitario, ma dopo la morte improvvisa del padre Blue scelse la carriera nel baseball, iscrivendosi al Southern University and A&M College di Baton Rouge, la capitale dello stato.
Blue venne selezionato nel secondo turno, come 27ª scelta assoluta del draft MLB 1967 dai Kansas City Athletics, con cui giocò nella Arizona Instructional League della classe Winter Rookie. Nel 1968, giocò nella classe A.

### Major League (MLB)

#### Oakland Athletics
Blue debuttò nella MLB il 20 luglio 1969, al Anaheim Stadium di Anaheim contro i California Angels, lanciando come partente fino al quinto inning e 1/3, eliminando per strikeout un giocatore e concedendo sei valide, due home run, una base su ball e tre punti. Apparve inoltre nel suo primo turno di battuta, ottenendo la prima base per base su ball.
Il 29 luglio contro gli Yankees, lanciò per otto inning e ottenne la prima vittoria, mentre il 23 agosto contro gli Orioles, venne schierato come lanciatore di chiusura e registrò la sua prima salvezza delle due realizzate in carriera. Concluse la stagione con 12 partite disputate nella MLB (4 come partente) e 15 nella Doppia-A.
Iniziò la stagione 1970 nella Tripla-A della MiLB e il 7 settembre 1970 come battitore, nella sua prima apparizione stagionale nella MLB, colpì un fuoricampo come sua prima valida. L'11 settembre, realizzò uno shutout contro i Royals, concedendo una sola valida nell'ottavo inning. Il 21 settembre realizzò un no-hitter. L'unico corridore ad arrivare in base in quell'occasione fu Harmon Killebrew nel quarto inning per base su ball. Concluse la stagione con 6 presenze nella MLB (tutte da partente) e 17 nella Tripla-A.
Nel 1971, Blue giocò la sua prima stagione completa nella MLB, venendo schierato in 39 partite in tutte quante come lanciatore partente, chiudendo con 24 vittorie e 8 sconfitte. A luglio partecipò al suo primo All-Star Game, in cui venne schierato come lanciatore partente, lanciando per i primi tre inning. Venne premiato al termine della stagione con il Cy Young Award e venne nominato MVP dell'AL, il più giovane di sempre della MLB avendo cominciato la stagione all'età di 21 anni e terminata a 22 anni, 1 mese e 2 giorni. Chiuse inoltre come capoclassifica della AL in media PGL.
Nel 1971 partecipò anche al suo primo post-stagione, partecipando nella gara 1 dell'AL Championship Series, in cui giocò per sette inning subendo una sconfitta.
Prima dell'inizio della stagione 1972, il proprietario della franchigia Charlie Finley si scontrò con Blue in merito al suo salario. Blue resistette, perdendo gran parte della stagione chiudendo infine con 6 vittorie e 10 sconfitte. Non venne impiegato nella rotazione dei partenti del post-stagione, venendo utilizzato come lanciatore di rilievo. Durante le World Series 1972, partecipò come rilievo, nelle gare 1, 3 e 4, ottenendo una salvezza nella prima e sprecando l'opportunità nella terza. Venne schierato anche come partente, nella gara 6, ottenendo una sconfitta.
Ritornò a prestazioni importanti negli anni successivi, vincendo 20 partite nel 1973, 17 nel 1974 e 22 nel 1975. Partecipò come partente alle gare 2 e 5 delle World Series 1973 e 1974, ottenendo una sconfitta per ogni edizione e nessuna vittoria.
Il 15 giugno 1976, il contratto di Blue venne scambiato con i New York Yankees per una somma in denaro. Tuttavia il contratto venne annullato il 18 giugno, dal direttore della MLB Bowie Kuhn, che pose un veto sulla vendita del contratto di Blue, operato dal proprietario degli Athletics Charlie Finley. Kuhl motivò il veto affermando che le negoziazioni sarebbero state dannose per il baseball poiché avrebbero giovato a squadre già potenti senza farle rinunciare a talenti significativi in cambio. Alla fine della stagione 1976, quasi tutti i giocatori degli Athletics divenne free agent o furono scambiati da Finlay, lasciando in rosa prevalentemente giocatori esordienti o molto giovani.
Nel 1978, il direttore Kuhl annullò nuovamente una proposta di scambio di Blue con i Cincinnati Reds, per le stesse motivazioni di due anni prima.

#### San Francisco Giants e Kansas City Royals
Il 15 marzo 1978, gli Athletics scambiarono Blue con i San Francisco Giants per Gary Alexander, Dave Heaverlo, Phil Huffman, John Henry Johnson, Gary Thomasson, Alan Wirth, un giocatore da nominare in seguito e 300.000 dollari. I Giants inviarono Mario Guerrero il 7 aprile, completando lo scambio.
Il 30 marzo 1982, i Giants scambiarono Blue e Bob Tufts con i Kansas City Royals per Craig Chamberlain, Atlee Hammaker, Renie Martin e Brad Wellman. Venne svincolato dalla franchigia il 5 agosto 1983.

#### Problemi giudiziari, ritorno ai Giants e ritiro
Il 10 agosto venne rivelato che Blue era sotto indagine dell'FBI per uso di cocaina. Successivamente Blue assieme ad altri tre giocatori dei Royals Willie Wilson, Willie Aikens e Jerry Martin, ammise la sua colpevolezza e venne condannato a una pena detentiva di tre mesi.
Blue si ritrovò a causa dei suoi problemi giudiziari, senza una squadra per la stagione 1984 e successivamente venne sospeso per una stagione dalla MLB.
Dopo aver saltato dunque la stagione 1984, Blue tornò in gioco firmando un contratto il 6 aprile 1985 con i Giants. Divenne free agent a fine stagione, ma rifirmò con la franchigia il 17 dicembre dello stesso anno, giocando con essa per l'intera stagione 1986.
Il 20 gennaio 1987, Blue firmò con gli Athletics. Tuttavia appena un mese dopo, annunciò il ritiro.

## Vita Privata
Dopo essersi ritirato dal baseball agonistico, Blue partecipò a numerosi eventi di beneficenza. Nel 1971 Blue accompagnò il comico Bob Hope per il natale dell'United Service Organizations in Vietnam e in altre basi militari sparse per il mondo, esibendosi nello spettacolo di varietà assieme a Hope.

## Palmares

### Club
- World Series: 3

Oakland Athletics: 1972, 1973, 1974

### Individuale
- MVP dell'American League: 1

1971
- MLB All-Star: 6

1971, 1975, 1977, 1978, 1980, 1981
- Cy Young Award: 1

1971
- Capoclassifica dell'AL in media PGL: 1

1971
- No-hitter: 1

21 settembre 1970
- No-hitter combinato: 1

28 settembre 1975
- Lanciatore dell'anno dell'AL secondo The Sporting News: 2

1971, 1978
- Giocatore del mese: 1

NL: giugno 1978
- Giocatore della settimana: 1

AL: 29 agosto 1976
- Oakland Athletics Hall of Fame
- San Francisco Giants Wall of Fame